# Боркі-Седлецькі
Боркі-Седлецькі (пол. Borki Siedleckie) — село в Польщі, у гміні Сухожебри Седлецького повіту Мазовецького воєводства.
Населення — 306 осіб (2011).
У 1975-1998 роках село належало до Седлецького воєводства.

## Демографія
Демографічна структура станом на 31 березня 2011 року:
|          | Загалом | Допрацездатний вік | Працездатний вік | Постпрацездатний вік |
| -------- | ------- | ------------------ | ---------------- | -------------------- |
| Чоловіки | 164     | 39                 | 112              | 13                   |
| Жінки    | 142     | 21                 | 81               | 40                   |
| Разом    | 306     | 60                 | 193              | 53                   |